# Ievhen Ploujnyk
Ievhen Ploujnyk est un écrivain soviétique d'expression ukrainienne. Il fait partie de la Renaissance fusillée.Il est né dans la sloboda de Kantemirovka, ouïezd de Bogoutcharsky (en), gouvernement de Voronej (Ukraine slobodienne). Son père venait de Poltava.

## Biographie
Il a étudié au gymnasium de Voronej (dont il fut expulsé pour avoir participé à des cercles illégaux) et plus tard à Rostov-sur-le-Don, Bobrov (région de Voronej). En 1918, la famille déménagea dans la région de Poltava, où Ievhen Ploujnyk travailla comme professeur de langue et de littérature.
À partir de 1920, il étudia à l’Institut zootechnique de Kiev, où travaillait le mari de sa sœur ; il quitte ses études pour devenir acteur. À partir de 1921, le poète étudia à l’Institut de musique et d’art dramatique Mykola Lysenko de Kiev, où il eut  comme professeur Vladimir Sladkopevtsev avec V. Stroev et V. Oseeva. Malgré son succès à l’institut, il fut contraint d’abandonner ses études à cause de la tuberculose. En 1924, il devint un membre actif de l’organisation Lanka (uk).
En 1926, la maladie s’aggrava, mais le poète survécut (« Tu sais, si tu veux vraiment, tu ne peux pas mourir... »). Le traitement eut lieu à Vorzel. Plusieurs fois par an, il allait en Crimée ou dans le Caucase. Depuis 1923, il travaillait dans des bureaux de rédaction en tant que traducteur, et le soir, il continuait son éducation autodidacte et écrivait de la poésie.
Le 4 décembre 1934, il est arrêté par le NKVD, accusé d’appartenir à une organisation terroriste nationaliste. En mars 1935, le Collège militaire de la Cour suprême, avec Hryhorii Epik, Mykola Koulich, Valérian Pidmohylny, Oleksandr Kovinka (uk) et d’autres, et il fut condamné à mort. Par la suite, la peine fut commuée en une détention de longue durée dans un camp à Solovki, où il est mort de la tuberculose. Ses derniers mots furent la phrase « Je vais me laver, me souvenir du Dniepr et mourir ». Il a été enterré dans le cimetière du camp. La tombe n’a pas survécu.
Il est réhabilité en août 1956. La tombe se trouve au cimetière de Baïkove à Kiev, parcelle 9.